# Jennifer Batten

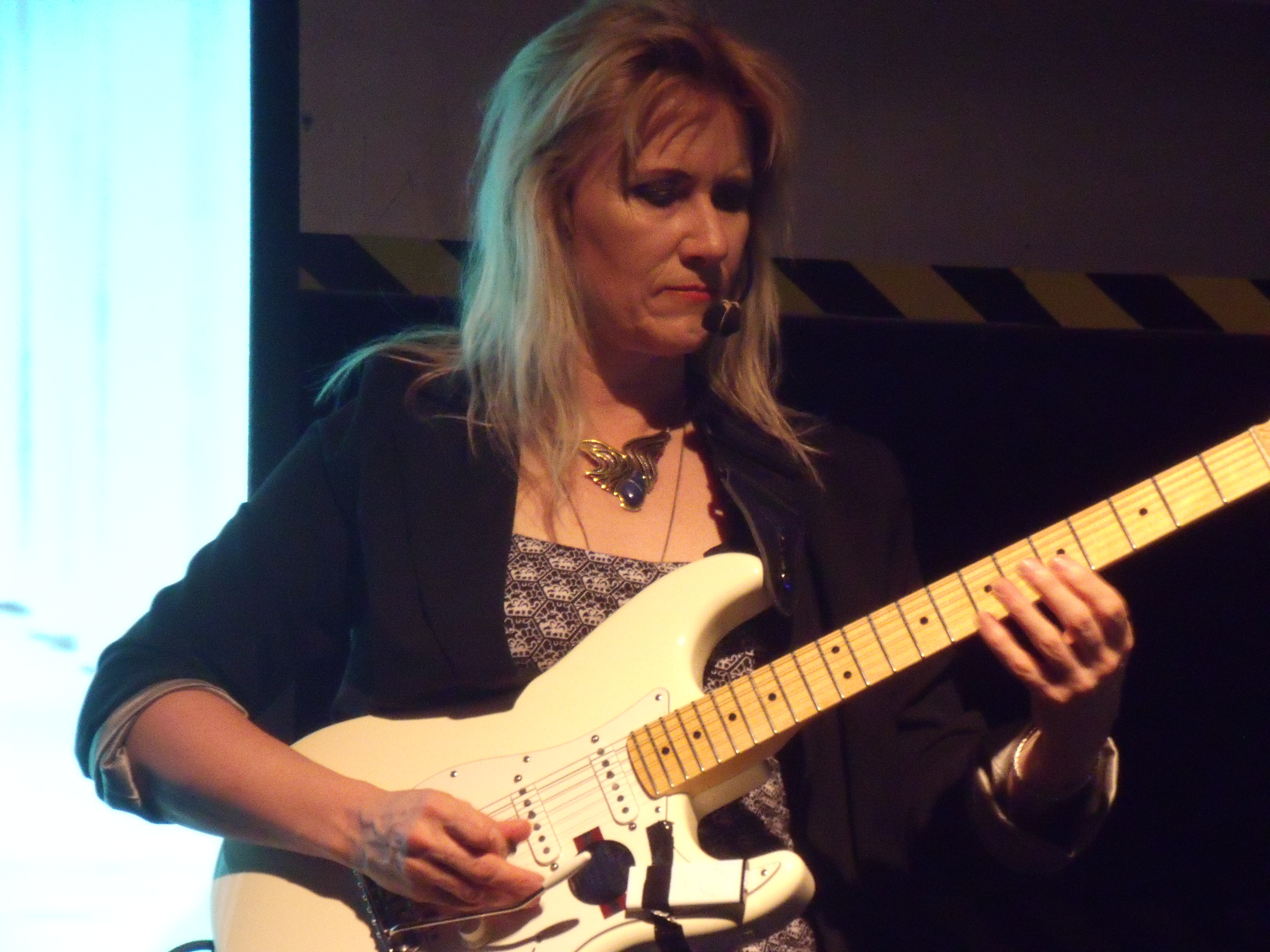
Jennifer Batten live 2010

Jennifer Batten (* 29. November 1957 in New York) ist eine US-amerikanische E-Gitarristin.

## Biografie
Jennifer Batten begann bereits im Alter von acht Jahren E-Gitarre zu spielen. Ab 1979 absolvierte sie ein Studium am 1977 von Howard Roberts gegründeten Guitar Institute of Technology (G.I.T.) in Hollywood, Kalifornien, wo sie sich mit dem Gitarristen Steve Lynch anfreundete, der ebenso wie Batten an der Entwicklung der damals populär werdenden Tappingtechnik beteiligt war. Nach dem Studium spielte sie in mehreren lokalen Bands und unterrichtete als erste Frau am G.I.T.
Einem größeren Publikum bekannt wurde sie durch ihr Engagement als Leadgitarristin von Michael Jackson, für das sie 1987 in einem Casting aus 100 Gitarristen ausgewählt wurde. Bis zu Jacksons HIStory Tour von 1997 war sie fester Bestandteil seiner Liveband und Bühnenshow. Sie erregte dabei nicht nur durch ihr extravagantes Auftreten Aufsehen, sondern auch durch ihr innovatives Gitarrenspiel und die Perfektionierung der durch Edward Van Halen populär gewordenen Spieltechnik des sogenannten Tappings. So spielte sie zum Beispiel das Solo zum Song Beat it live auf Jacksons Konzerten, auch wenn das ursprüngliche Beat it-Solo der Plattenversion nachträglich aus mehreren Soli zusammengemischt wurde, die Edward Van Halen im Studio eingespielt hatte. Ebenfalls mit dieser Technik spielte sie den ursprünglich für Orchester komponierten Hummelflug von Rimski-Korsakow, der als Solostück hohe Anforderungen stellt.
Während ihrer Zeit bei Michael Jackson nahm sie 1992 ihr erstes Soloalbum Above, Below And Beyond auf, welches von Michael Sembello produziert wurde. 1995 gründete sie eine eigene Band, The Immigrants, und veröffentlichte mit ihr 1995 das Album One Planet Under One Groove. Das zweite Soloalbum Momentum, das stärker weltmusikalisch orientiert ist, folgte 1997. Ein Jahr später wurde sie von Jeff Beck in seine Band aufgenommen, arbeitete mit ihm drei Jahre zusammen und spielte auf zwei seiner  Alben (Who Else! und You had it Coming). Ihr drittes Soloalbum Whatever wurde im September 2007 in Japan veröffentlicht.
Jennifer Batten hat zahlreiche Liveauftritte absolviert, an zahlreichen weiteren CDs mitgewirkt, hatte einen Gastauftritt in Michael Jacksons Film Moonwalker und veröffentlichte mehrere Lehrbücher und -videos, insbesondere zum Thema Tapping.
Im Januar 2016 wurde sie mit dem She Rocks Icon Award ausgezeichnet und in die Gallery of the Greats des Guitar Player Magazines aufgenommen.

## Diskografie
- 1992: Jennifer Batten – Above, Below And Beyond (Voss Records)
- 1995: The Immigrants – One Planet Under One Groove (USG/ZYX)
- 1996: Doc Tahari – Einstein was a bullfighter (cash only records)
- 1997: Jennifer Batten's Tribal Rage – Momentum (USG/Warner)
- 2007: Jennifer Batten – Whatever (Experience)

## Gastauftritte (Auswahl)
- 1995: Carmine Appice's – Guitar Zeus (Koch)
- 2003: Michael Sembello, Brian O’Doherty, Jeff Paris, Jennifer Batten – The Lost Years (Frontiers)
- 2008: Jeff Beck – In Japan (Tetra Pot Films)
- 2017: Battle Zone – Scherer/Batten (Melodic Rock Records)
- 2018: Rainbow Rocket Ride – Svenson (Route Note)
- 2023: Lord of the Lost – Blood & Glitter Deluxe Edition

## Bibliografie
- The Transcribed Guitar Solos Of Peter Sprague. (1991, Woodshed Books)
- Two Hand Rock for Guitar – Music, Tablature and Analysis. (1995, Hal Leonhard) ISBN 978-0-7935-2752-6